# بلیت بهشت (فیلم ۲۰۲۲)
بلیت بهشت (انگلیسی: Ticket to Paradise) فیلم کمدی رمانتیک سال ۲۰۲۲ به کارگردانی اول پارکر است. جرج کلونی و جولیا رابرتس نقش زوج مطلقه‌ای را ایفا می‌کنند که با هم متحد می‌شوند و تصمیم می‌گیرند مراسم عروسی قریب‌الوقوع دخترشان در بالی را خراب کنند. فیلم‌نامهٔ آن به‌دست پارکر و دانیل پیپسکی به نگارش درآمده‌است و کیتلین دیور، بیلی لورد، ماکسیم بوتیه و لوکاس براوو نیز در این فیلم ایفای نقش کرده‌اند.
بلیت بهشت در ۲۸ سپتامبر ۲۰۲۲ در بارسلون به نمایش درآمد و به‌وسیلهٔ یونیورسال پیکچرز و ورکینگ تایتل فیلمز به‌ترتیب در ۲۰ سپتامبر و ۲۱ اکتبر در بریتانیا و ایالات متحده اکران شد. این فیلم با نقدهای ضد و نقیضی از طرف منتقدان مواجه شد و بیش از ۱۶۸ میلیون دلار در سراسر جهان فروش داشته‌است.

## بازیگران
- جرج کلونی در نقش دیوید کاتن
- جولیا رابرتس در نقش جورجیا کاتن
- کیتلین دیور در نقش لیلی کاتن
- بیلی لورد در نقش رن باتلر
- ماکسیم بوتیه در نقش گیدی
- لوکاس براوو در نقش پل

## انتشار
یونیورسال پیکچرز این فیلم را در ۱۵ سپتامبر ۲۰۲۲ در استرالیا به نمایش گذاشت. این فیلم در ۲۰ سپتامبر ۲۰۲۲ در بریتانیا و در ۲۱ اکتبر ۲۰۲۲ در ایالات متحده منتشر شد. در ابتدا قرار بود در ۳۰ سپتامبر ۲۰۲۲ در ایالات متحده منتشر شود. مرگ الیزابت دوم در سپتامبر ۲۰۲۲ اکران فیلم در بریتانیا را از ۱۶ سپتامبر تا ۲۰ سپتامبر به تعویق انداخت. این فیلم ۴۵ روز پس از اکران سینمایی در ایالات متحده از پیکاک پخش شد.
این فیلم در ۸ نوامبر ۲۰۲۲ برای پلتفرم‌های ویدئو به‌درخواست منتشر شد و پس از آن برای انتشار بلوری و دی‌وی‌دی برای ژانویه ۲۰۲۳ برنامه‌ریزی شد.

## بازخورد

### گیشه
تا ۲۷ نوامبر ۲۰۲۲، بلیت بهشت در ایالات متحده و کانادا ۶۵٫۱ میلیون دلار و در سایر مناطق ۱۰۰٫۶ میلیون دلار فروش داشته‌است که فروش کلی فیلم را مجموعاً ۱۶۵٫۷ میلیون دلار در سراسر جهان می‌رساند.
در ایالات متحده و کانادا، بلیت بهشت در کنار بلک ادم اکران شد و پیش‌بینی می‌شد در آخر هفته افتتاحیه آن از ۳۵۰۰ سینما ۱۲ تا ۱۵ میلیون دلار بفروشد. این فیلم در روز اول اکران ۶٫۴ میلیون دلار از جمله ۱٫۱ میلیون دلار از پیش نمایش‌های پنجشنبه شب به دست آورد. فروش به ۱۶٫۳ میلیون دلار رسید و پس از بلک ادم در رده دوم قرار گرفت. در آخر هفته دوم خود، فیلم ۱۰ میلیون دلار کسب کرد، و در رتبه دوم باقی ماند، و در سومین آخر هفته خود با ۸٫۶ میلیون دلار در جایگاه سوم قرار گرفت (به ترتیب ۴۰٪ و ۱۴٪ کاهش یافتند).
این فیلم پیش از اکران ایالات متحده، در هفت بازار اکران شد و ۸۰۰٬۰۰۰ دلار از اسپانیا و ۷۰۰٬۰۰۰ دلار از برزیل در تعطیلات آخر هفته افتتاحیه خود در ۹ تا ۱۱ سپتامبر به دست آورد.

### منتقدان
در وبگاه جمع‌آوری نقد راتن تومیتوز، ٪۵۷ از ۲۰۶ بررسی منتقدان مثبت است و میانگینِ امتیاز آن ۵٫۶/۱۰ است. اجماع این وبگاه چنین می‌نویسد: «بلیت بهشت ممکن است بینندگان را کاملاً به سرزمین موعود نرساند، اما تجدید دیدار برای یک جفت ستارهٔ مگاواتی هنوز هم به‌طور دلپذیری لحظات خوبی است.» این فیلم در متاکریتیک که از میانگین وزنی استفاده می‌کند، بر اساس نظر ۴۷ منتقدین امتیاز ۵۰ از ۱۰۰ را کسب کرده که نشان‌گر «نقدهای مختلط یا متوسط» است. تماشاگران شرکت‌کننده در نظرسنجی سینماسکور به فیلم نمرهٔ «A–» در مقیاس A+ تا F دادند، در حالی که پست‌ترک گزارش داد که ۸۱ درصد از تماشاگران به آن نمره مثبت داده‌اند و ۶۵ درصد گفته‌اند که قطعاً آن را توصیه می‌کنند.